# Linéale humanistique
La linéale humanistique ou humaniste est une famille typographique regroupant les polices typographiques sans empattements dont les proportions s'inspirent des capitales romaines ; c'est à ce titre qu'elles sont qualifiées de romains sans empattements. La forme de leurs bas-de-casse s'inspire des humanes ou des garaldes.

## Historique

### Création de la famille
La famille des linéales humanistiques n'est pas présente dans la classification Vox-Atypi à proprement parler, c'est le British Standard 2961 qui l'a créée en 1967 comme une subdivision de la catégorie linéale de la classification Vox-Atypi.

### Origines
La police à l'origine de la linéale humanistique est la Johnston, crée par Edward Johnston un calligraphe et typographe s'inscrivant dans le mouvement des Arts & Crafts,. Mais ce n'est pas vraiment cette police qui aura la plus grande influence sur les suivantes, c'est plutôt la Gill Sans, créée par son élève Eric Gill et très inspirée de la Johnston qui devient le modèle de référence pour la linéale humanistique,,.

## Caractéristiques
Les capitales des linéales humanistiques s'inspirent des capitales romaines, notamment de la colonne Trajane, c'est pourquoi elles sont parfois surnommées romains sans empattements,. Leurs bas-de-casse s'inspirent quant à eux des minuscules carolingiennes, des humanes et des garaldes. De fait, ces linéales partagent avec les humanes et les garaldes la forme de leurs a et de leurs g dits humanistiques qui ont la particularité d'avoir une panse pour le a et une boucle pour le g.

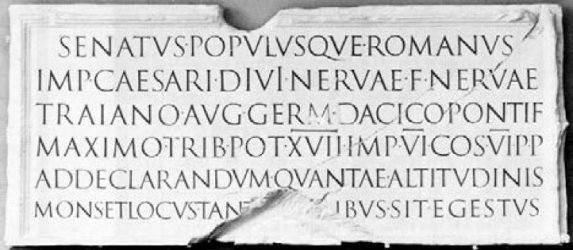
Inscription située à la base de la colonne Trajane qui sert d'archétype depuis la fin du XIXe siècle pour les proportions classiques des capitales[6].
g humanistique caractérisé par sa boucle

## Exemples
Ces polices appartiennent à la famille linéale humanistique :

Edward Johnston, Johnston, 1916[2].
Eric Gill, Gill Sans, 1928[2].
Hermann Zapf, Optima, 1952[2].
Hans Eduard Meier, Syntax, 1968[2].
Albert Boton et Albert Hollenstein, Eras, 1976[2].
Carol Twombly et Robert Slimbach, Myriad, 1992[2].